# Церковний Сергій Володимирович
Сергій Володимирович Церковний (24 травня, 1981 Україна) — гравець національної збірної України з регбі, захисник.